# Patrick Demazeau
Patrick Demazeau connu sous le nom d'artiste Made né en 1951, à Châtellerault (France) est un artiste plasticien français, conceptuel qui depuis plus de 30 ans a emprunté les chemins du land-art.

## Biographie

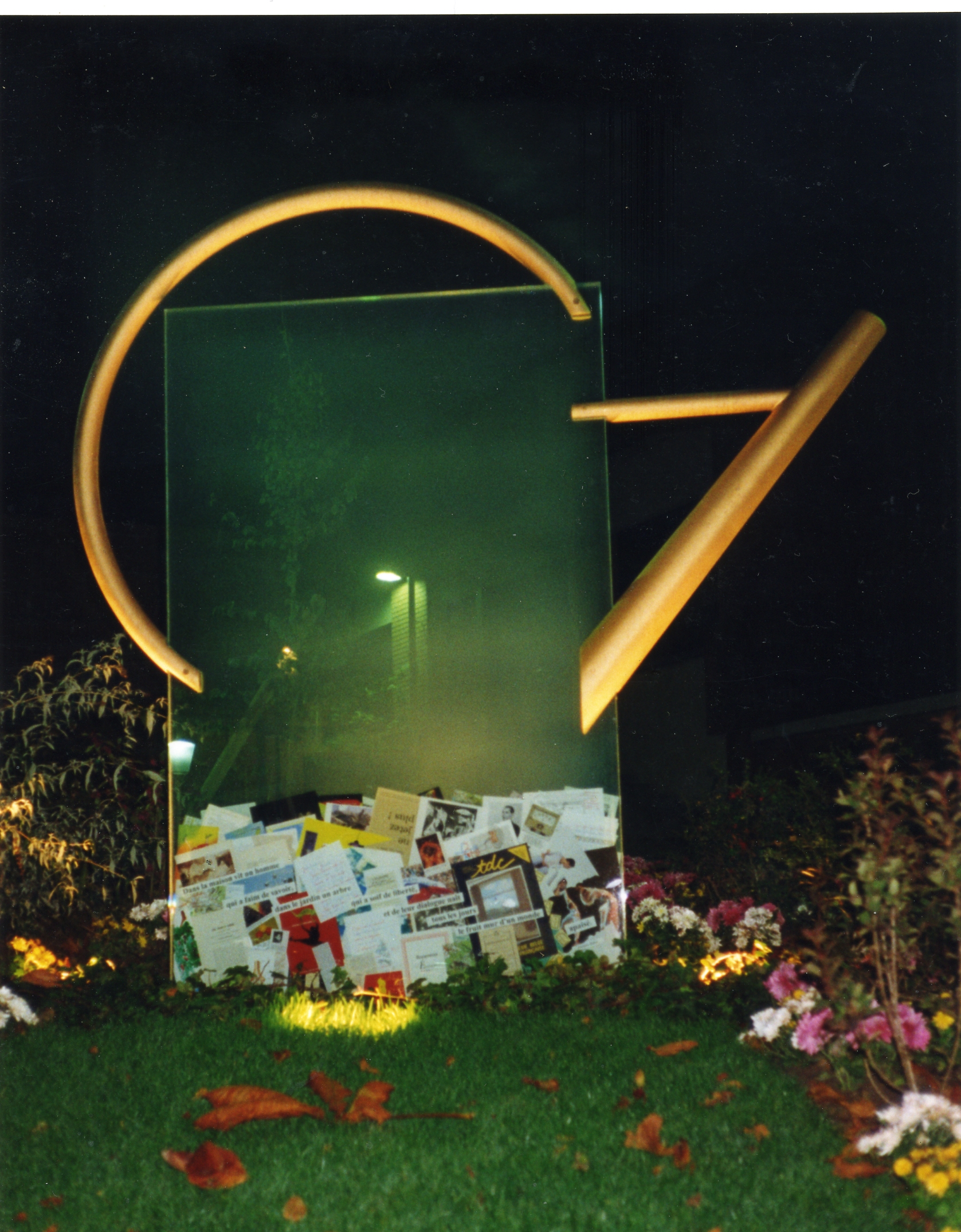
L'arrosoir de Rungis - octobre 2000

1975-1986 : Cours des Ateliers Beaux-Arts de la Ville de Paris, « j’ai usé le fond de mes pensés à l’école des surréalistes »
1987 Création de l'Art congelé où les œuvres qu'il crée vivent dans des congélateurs, Made offre son point de vue artistique sur la dérision du marché spéculatif de l'art des années 1980. Exposition au Grand Palais, salon 109, en février 1989.
1989 Création du Bloblo (retranscription graphique du bla-bla) il met en scène nos années 1990 chargées en communication technologique avec l'arrivée des: fax, Minitel, portable internet, etc. Une correspondance épistolaire très variée qui va du ministre de la communication (Jean-Noël Jeanneney) à l'inspecteur des Beaux arts (Michel Troche) en passant par Patrick Javault de la Fondation Cartier, une petite fille de 6 ans, un gendarme et la carte postale de Charlotte en vacances... Expositions au musée de la poste en septembre 1994.
1990 Forme avec Bruno de Vathaire un groupe d'intervention artistique Légitime Démence
1995 Rédacteur du journal hebdomadaire Le Bloblo - Le Bloblo : la lettre hebdomadaire : je n'ai rien à dire, mais c'est à vous que je le dis - Complil'95
En 2000 Création de la Fioulrelle (dérivée de l'aquarelle) à la suite du naufrage de l'Erika : Pigments de fioul prélevés sur les plages de Belle-Île-en-Mer pour réaliser des fioulrelles montrées aux journées d'Archipel chez Polska, toujours en 2000 installation de l'arrosoir, sculpture monumentale à Rungis
2005 Prix du jury, sculptures à Cunlhat
Depuis 1989 Made travaille sur les espaces de communication dans les villes, villages et dans la nature. Il participe à des symposiums de sculptures (Chili, Belgique, Allemagne, Estonie, France, Corée). Il travaille avec le groupe niçois Les Conspiratifs - Guy Rottier, Antti Lovac, Claude Gilli, Robert Kudelka, Jean Mas,... - sur l'architecture et l'urbanisme. Il Partage des projets et concepts avec l'artiste Polska comme celui de l'Archipel lancé en 2000.

## Publications
- Made: How does it work: catalogue 16 pages Editions d'art Jacques Boulan Vigneux sur Seine
- 1995 - Le Bloblo, Complil'95[2] (notice BnF no FRBNF36136262  (ISSN 1253-6660)
- 1996 - Avec Claude Gilli, Sondage Pinoncelli, éditions Lisa
- 1999 - L'an 2000 exquis, éditions du Petit Vehicule[3],[4]
- 2009 - Mes Amis les arbres, 130 pages, Fûdo Editions[5]
- 2012 -  ZU , 88 pages, (100 exemplaires)  (ISBN 978-2-7466-5055-8)
- 2016 " Voyage dans la norme" 100 exemplaires  (ISBN 978-2-9557956-0-6) http://catalogue.bnf.fr/ark:/12148/cb45175047n
- 2019 " Y L'oubliée de Rimbaud, dans le jardin odorant des consonnes " 300 exemplaires.   (ISBN 978-2-9557956-2-0) https://catalogue.bnf.fr/ark:/12148/cb45681260h.public

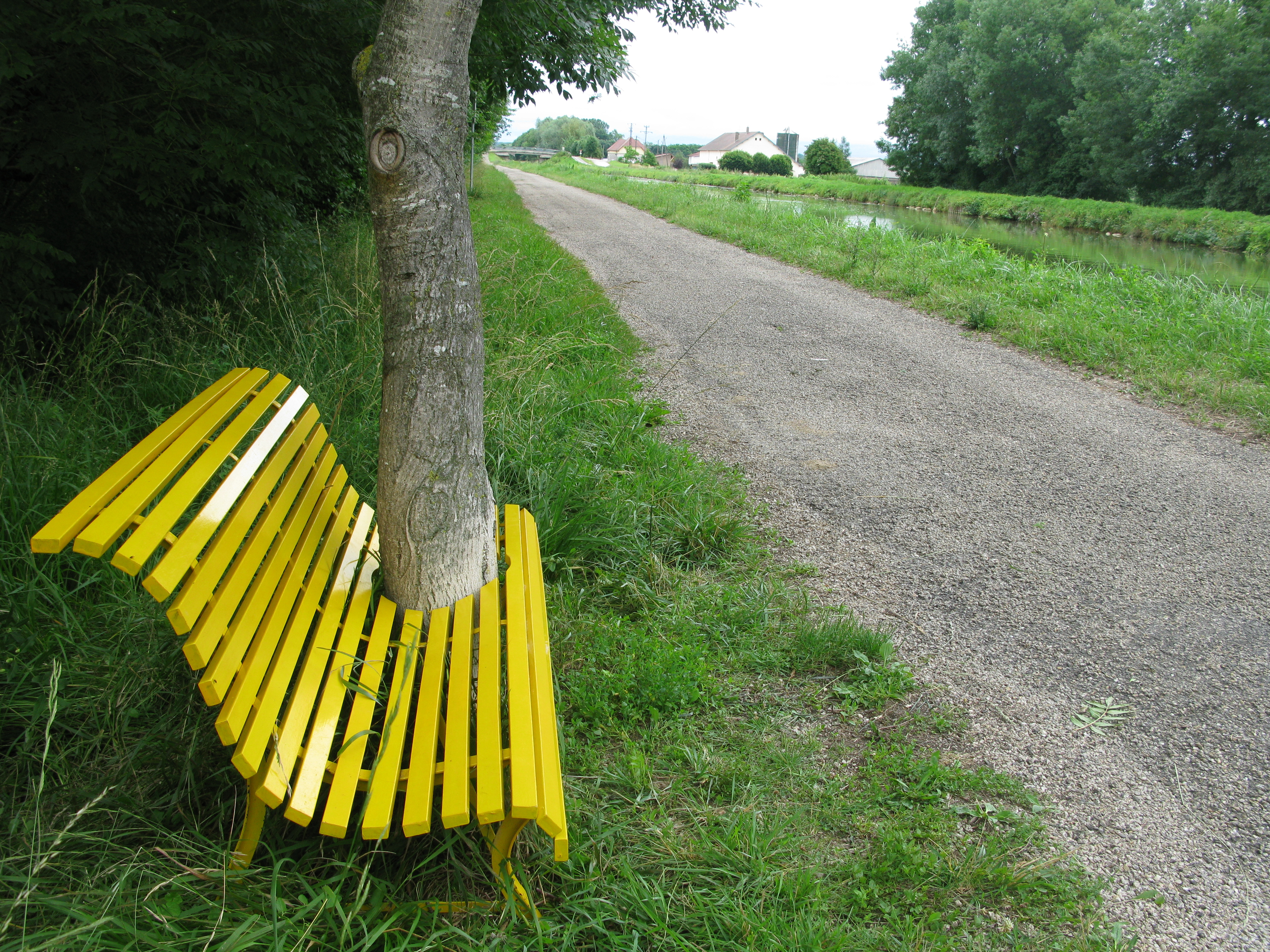
Mobilier désurbanisé

## Concepts
Cet art sociologique amène aux relations humaines, à l'être humain, au « moi », au désir d'être. Ayant eu à peine le temps d'aborder ces espaces, Made retourne vers la nature pour « se mettre au vert », avec ses amis les arbres « Qui passent leur vie éternellement debout » en leur offrant un siège ou un banc qu'ils partageront avec le promeneur ou le rêveur venu respirer la chlorophylle.

## Œuvres
Ces installations sont visibles à la villa Barbary à Carros, forêt de Lahaymeix (le vent des forêts), Saint-Flour (Grand place), L'arrosoir, sculpture monumentale à Rungis, L'arbre en fer à Vatilieu et aussi à l'étranger Putaendo au Chili, Gongju en Corée, dans le parc Nerotal à Wiesbaden en Allemagne, Gesves en Belgique, Sagadi en Estonie, au FUTUROSCOPE, au Musée Amandus Adamson à Paldiski Estonie, à l'arboretum de Roure, National museum marine - Keelung – TAIWAN.

## Expositions
Expositions personnelles
- Concerto de la nature, Les hauts bois 2001, Gesves en Belgique[1]
- Mur typographique, Fontenay sous bois, juillet 2003
- Exposition S’1 Livre, Villerville, juillet 2003
- Vidéo, hôpital psychiatrique de Clermont de l’Oise, février 2004
- Création d’un jardin, Lycée d’Etampes, octobre 04 – juin 05
- Expo, Nuisettes, Récif images, Paris, février 2006
- Expo Hors les murs - Landivisiau - avril 2018
- Expo ZU, Musée Arthur Rimbaud - Charleville Mézières, avril 2018
- Expo " Y, l'oubliée de Rimbaud dans le jardin odorant des consonnes" Maison des ailleurs - Charleville-Mézières - Printemps des poètes - mars 2019

Expositions collectives
- Symposium de sculptures, Jaujac, avril 2003
- Galerie F.Frisch- Sculpture et design en extérieur, Courtenay, juin 2003
- Les Conspiratifs, Nice, juin 2003
- Ecritures d’artistes, Galerie Hors-sol, Paris, novembre 2003
- Symposium de sculptures, Itinéraires, Barr, mai 2004
- Symposium de peinture, Parnu, ESTONIE, juillet 2004
- Symposium de sculptures, Louvain la neuve, BELGIQUE, octobre 2004
- Expo -Centre d’art Contemporain Belge, Jamoigne, BELGIQUE juin 2005
- Symposium de sculptures, Cunlhat, juillet 2005
- Vidéo, Supervision, Festival Premiers plans, Angers, janvier 2006
- Expo, Chemin d'art à Paris, Galerie du haut pavé, mars 2006
- Symposium de sculptures Pierres et nature, Mellé, juin 2006
- Symposium de sculptures, Parnü, ESTONIE, juillet 2006
- Symposium de sculptures, Jardin d'étonnants, Théâtre éprouvette Corbigny, juin 2006
- Galerie Récif image, Vidéo, les fleurs du mâle, Paris 14e, mai 2007
- In Situ 0.1, Land Art en Camargue (France), mai 2007
- Les arts au vert, Stosswihr, juin 2007[8]
- Étangs d'art, Brocéliande, juin 2007[9]
- Parc de la Tête d'Or – Sous-bois primitif - Fête des feuilles, Lyon, novembre 2007
- Duos des arbres, dans le parc du Pilat, juin 2008[10], avec Guy Rottier
- Symposium de sculptures, Gongju, COREE du SUD, août 2008
- Symposium de sculptures, Annemasse, septembre 2008
- Parc Chabrières, Oullins, mai 2009
- Courant d'Art, Dole, juin 2009
- Eclats de vert, Valenciennes, France, juillet 2009[11]
- Festival de l’Estran, Trebeurden, France, septembre 2009
- Si le printemps revenait, Parc Valrose, Nice, janvier 2010
- in situ 05, Camargues, Arles, mai 2010[12]
- Sculpture aux 4vents- Vatilieu, Vercors, juin 2010
- Garten, Wiesbaden, Allemagne, juin 2010[13],[14]
- Festival Téciverdi, Parcours de la Coulée Verte, Niort, juillet 2010[15]
- Kunsttour Caputh, Berlin Allemagne, août 2010[16],[17]
- Euro land Art en Beauce- Sculpture - mai 2011
- Land art au FUTUROSCOPE - sculpture- juin 2011
- Musée Amandus Adamson - Paldiski- ESTONIE - sculpture - juin 2011
- Arc GALLERY - CHICAGO - aout 2011
- Arborétum de Roure - sculpture - octobre 2011
- L’art handuo – Cherbourg – février 2012
- Jardins des arts – Chateaubourg – avril 2012
- Le fruit des arbres – Ploumagoar -  juin 2012
- Sacval - Sculptures en pays Dunois - juin 2013
- Art et Nature - Carquefou – juin 2013
- Symposium de sculptures- Oranki – Finlande- juin 2013
- Entre terre et Mer : 2e rencontres land Art : Iles sainte Marguerite Cannes avril 2014
- Les bords de Vire – Tessy sur Vire – juin 2014
- Les arts dans les bois – Pleslin – juin 2014
- Alliance française Lima – Galerie Imaginaire dans le cadre de la COP20 – PEROU - déc 2014
- FLUX – Les Paillons – Nice – mars 2015
- E-CUB "Osons le volume" La Ville du Bois - octobre 2015
- Sentier d’Art – SENTES – Orp le Grand –BELGIQUE -octobre 2015
- « Si le printemps revenait » Université Sophia Antipolis – Nice- février 2016
- National museum marine - Keelung – TAIWAN- mai 2016
- Breathing Art – Gonju – COREE du SUD - aout 2016
- Normalité ostentatoire – Folie Culture – QUEBEC - septembre- 2016
- Extraordinaire objet de l’ordinaire- Galerie des AAB – Paris – décembre 2016
- Exposition Zu - Musée Arthur Rimbaud- Charleville mézières - Avril 2018
- Expo " Y, l'oubliée de Rimbaud dans le jardin odorant des consonnes" Maison des ailleurs - Charleville-Mézières - Printemps des poètes - mars 2019

### Télévision
- TF1 : Journal télévisé, Ciel mon mardi.
- Téléssonne : Suivez la flèche, 13 min.
- France 3 : Reportage sur le vent des forêts